# استان بارتین
بارتین یک از استان های ترکیه در ناحیه دریای سیاه از ترکیه ناحیه دریای سیاه غربی می باشد. در سال ۱۹۹۱ از استان زونگولداغ جدا گردید و بارتین ۷۴ امین استان ترکیه شد. استان بارتین از سمت شرق با استان قسطمونی، و از سمت جنوب با استان قره بوک و از سمت غربی، با دریای سیاه احاطه گردیده شده. و همین طور از سمت شمال. بخش گسترده ای از استان که سرشار از جنگل می باشد در قلمروی پارک ملی کوه‌های کوره واقع گردیده. رودخانه برتین تنها رودخانه ای است که در ترکیه حمل و نقل بر روی آن صورت می گیرد.

## نگارخانه

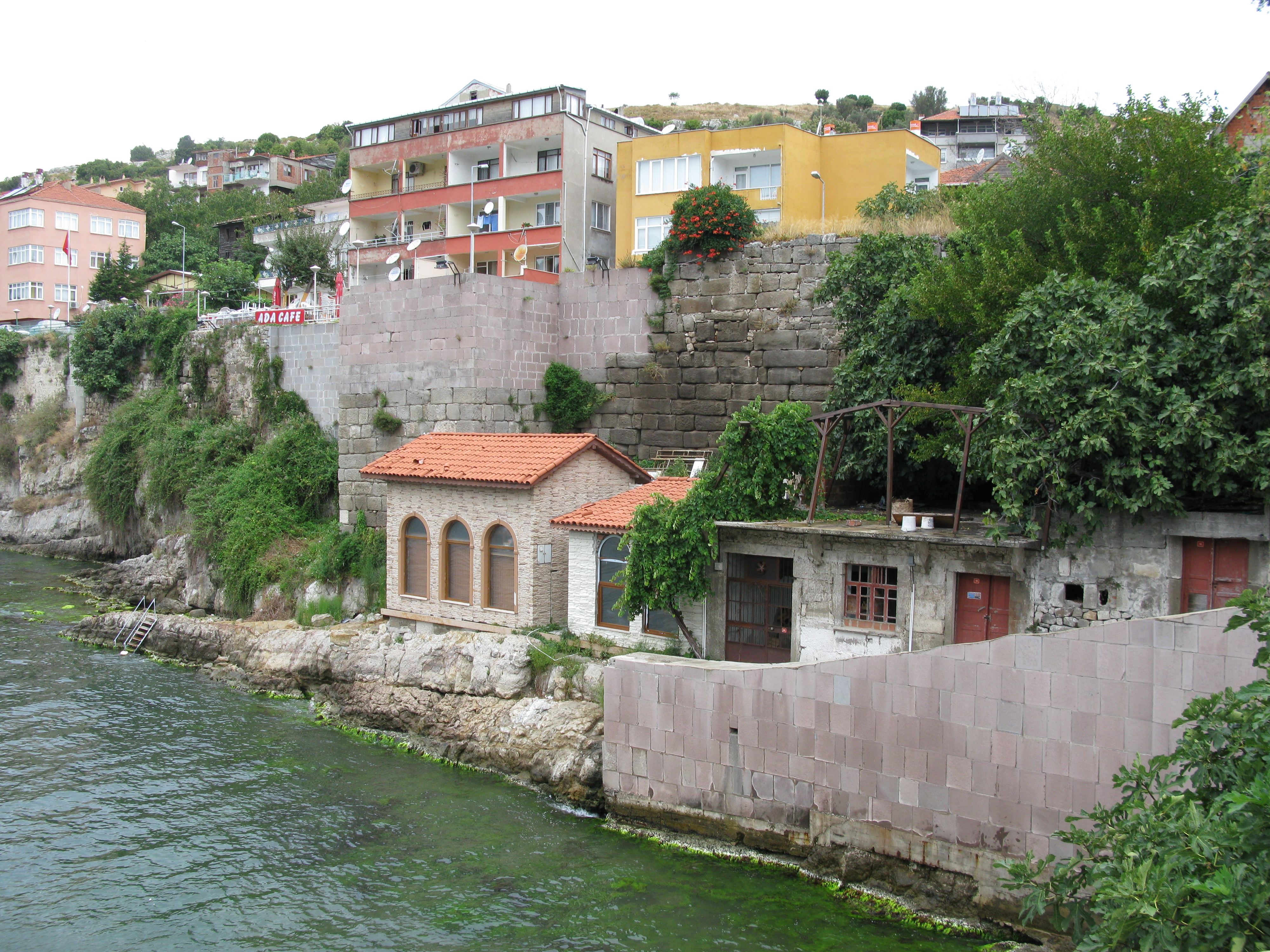
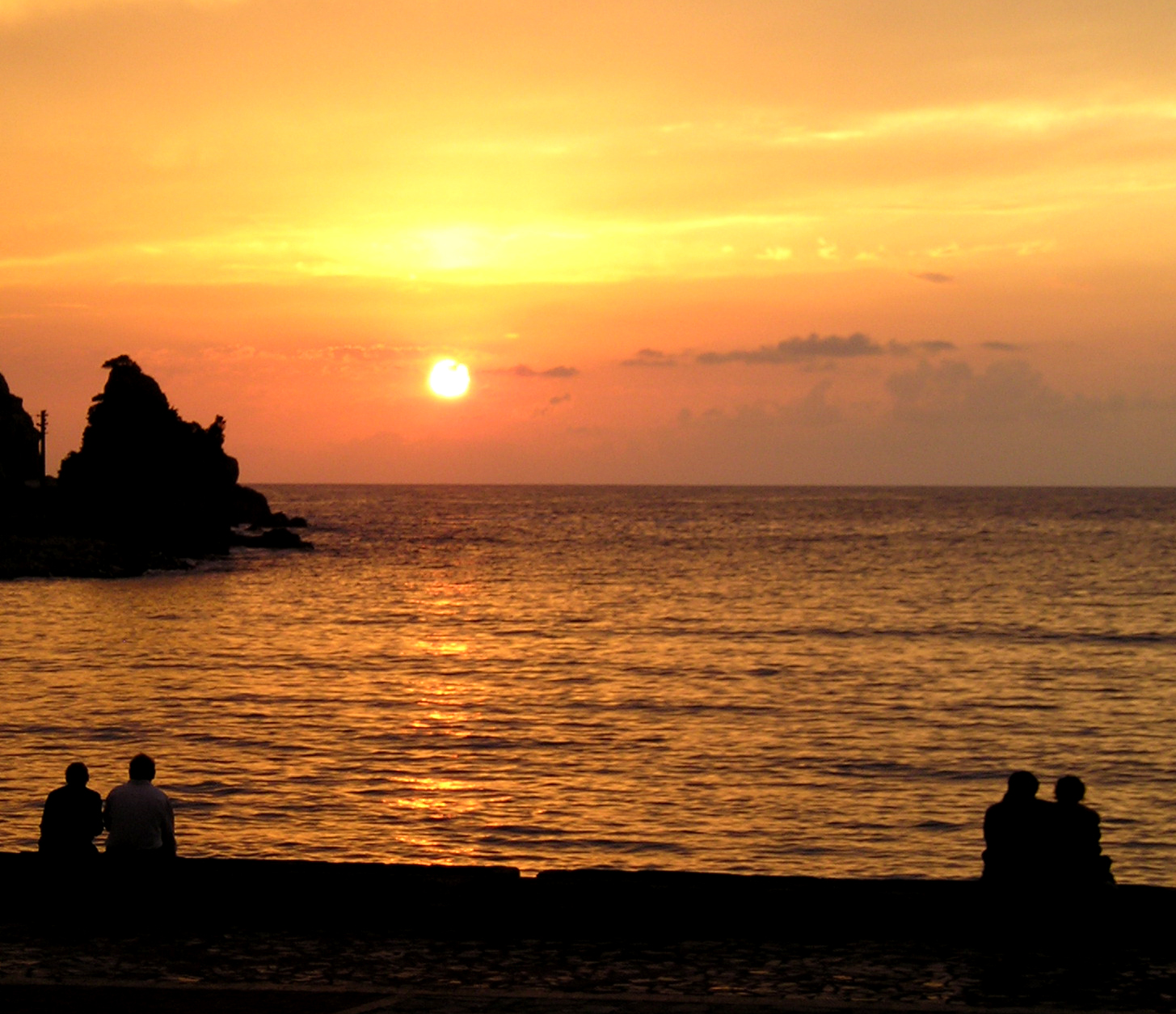
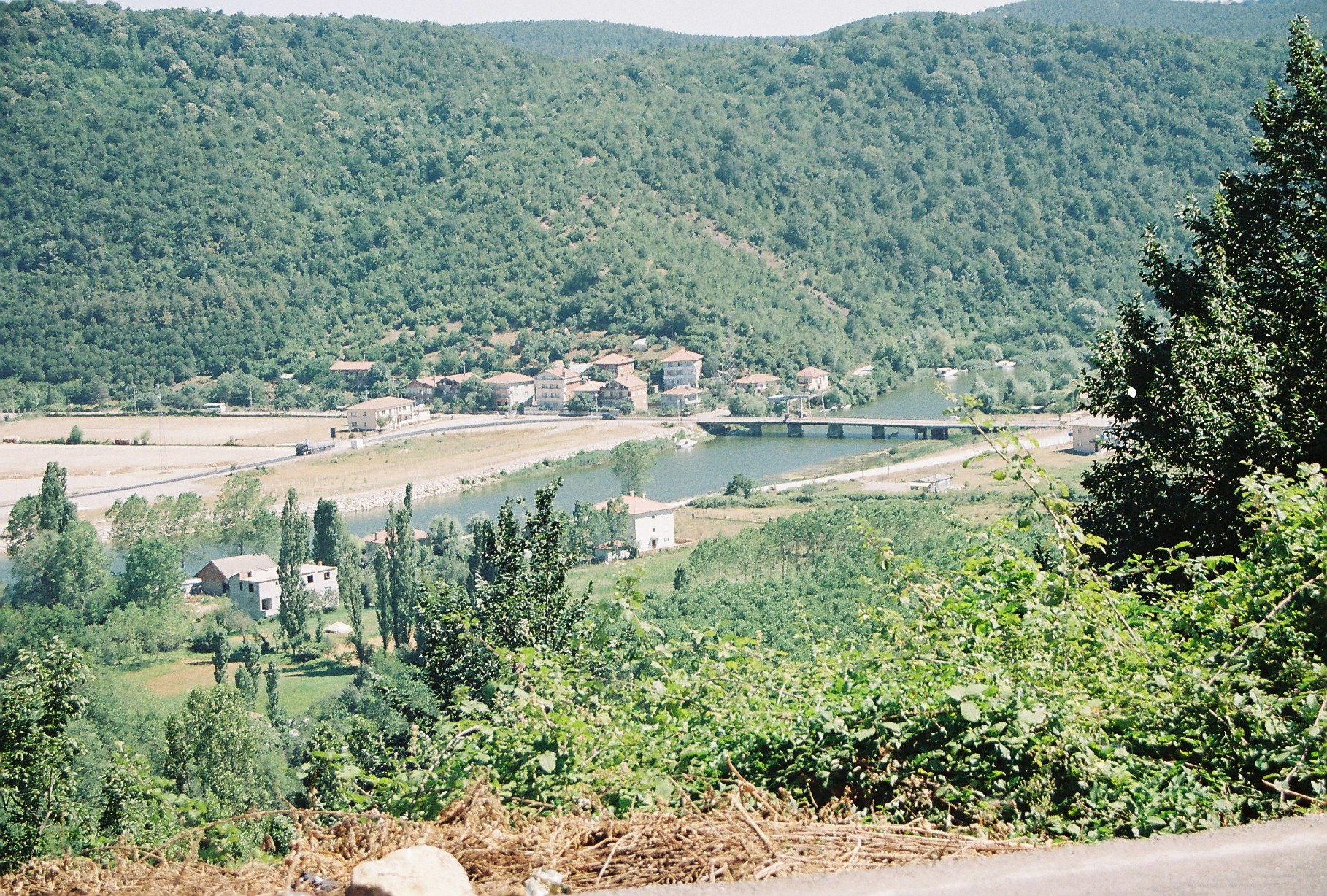

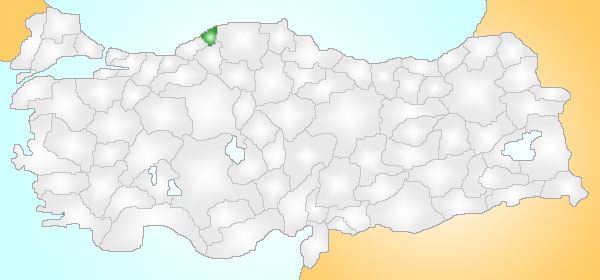
محل استان برتین در نقشه ترکیه.